# Сара Хелън Уитман
Сара Хелън Пауър Уитман (на английски: Sarah Helen Power Whitman, 19 януари 1803 – 27 юни 1878) е американска поетеса, есеистка и спиритуалистка.
Има любовна връзка с писателя и поет Едгар Алън По. През 1860 г. (11 години след смъртта на По) пише своя труд „Едгар Алън По и неговата критика“, където опровергава неверните твърдения на Руфъс Уилмот Грисуолд.